# Aeritalia G.222

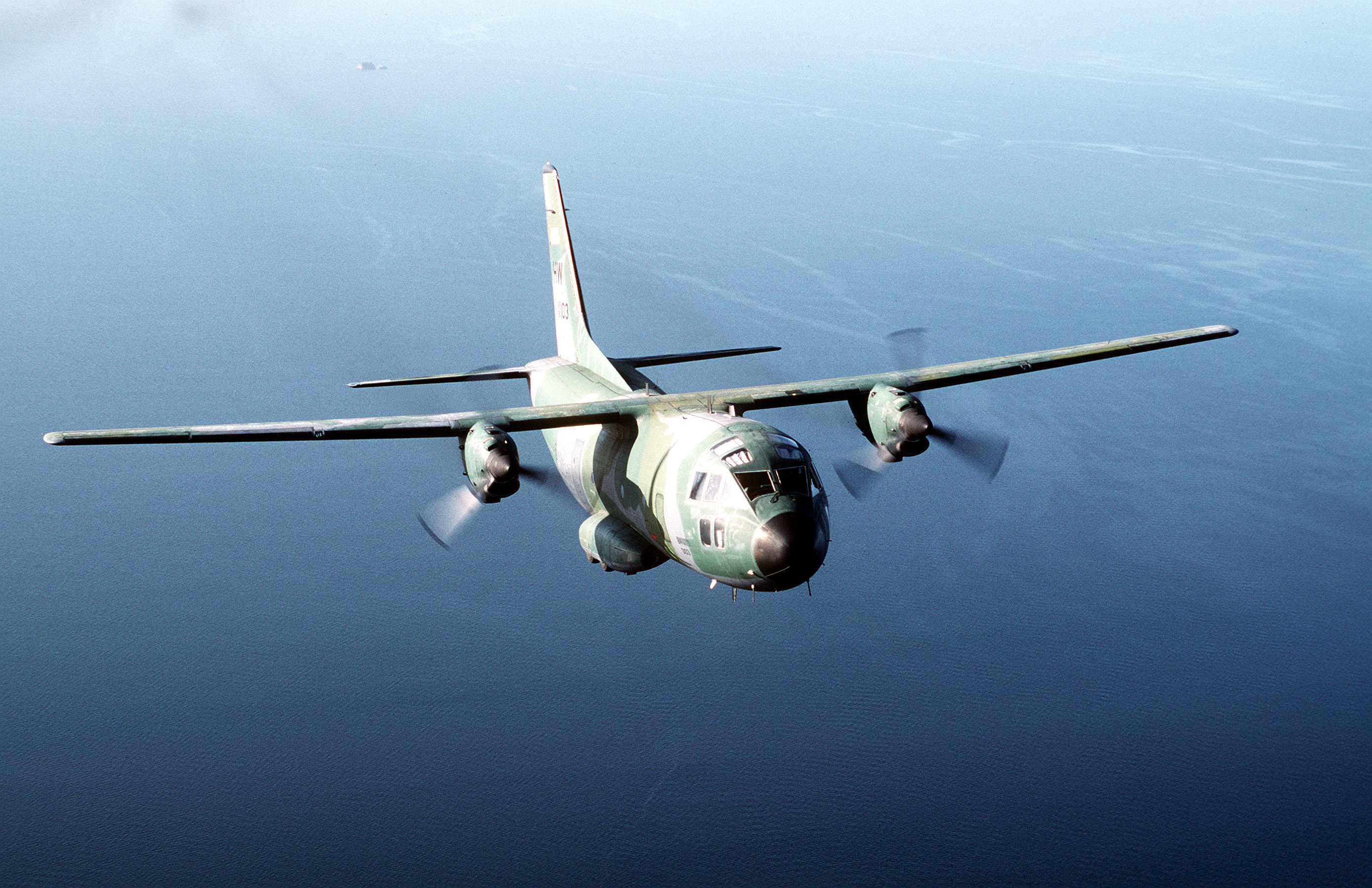
C-27A Spartan

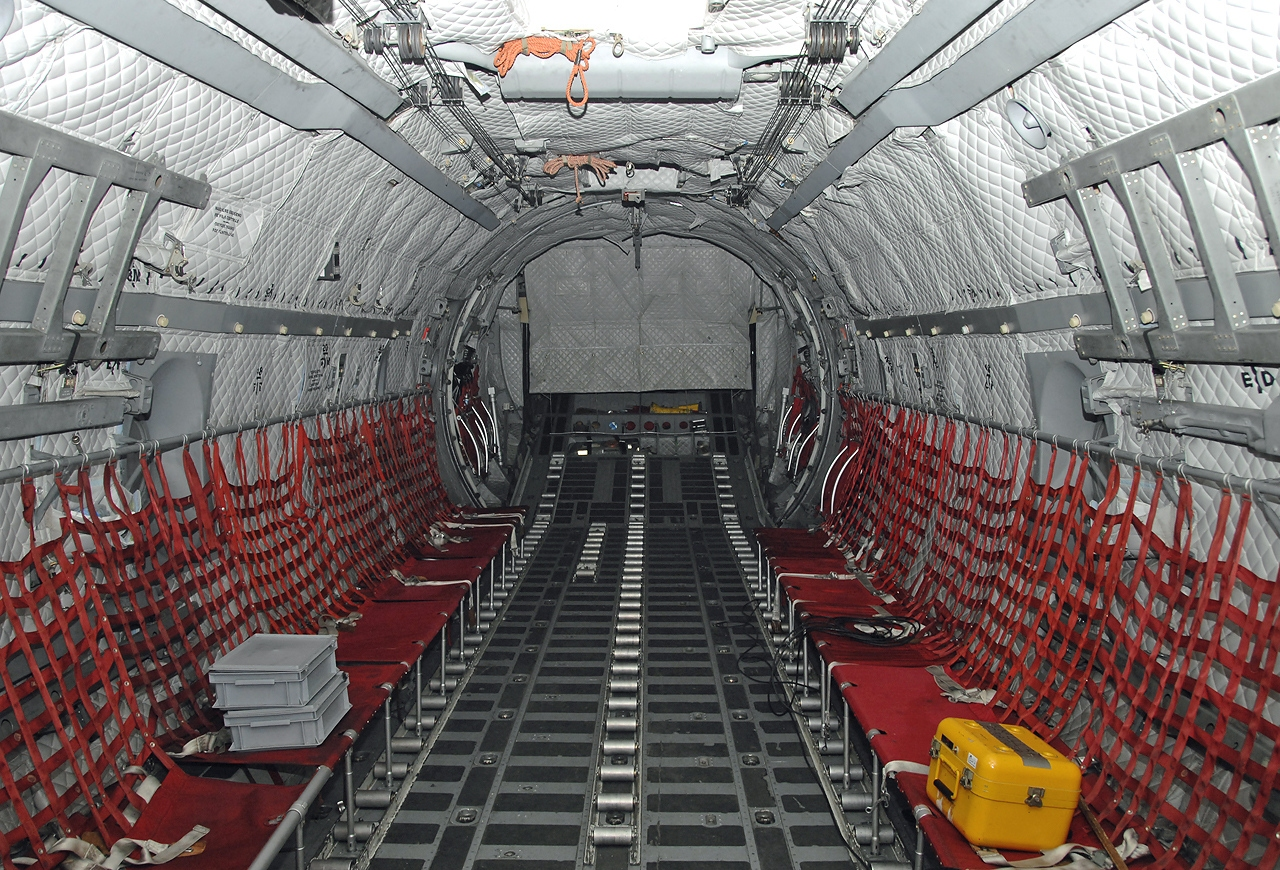
Laderaum

Die Aeritalia G.222 ist ein italienisches Transportflugzeug mit zwei Turboprop-Triebwerken. Der Erstflug fand am 18. Juli 1970 statt. Eine der Besonderheiten dieser Maschine sind ihre STOL-Eigenschaften sowie das robust ausgelegte Fahrwerk. Die G.222 wurde auch in weitere Länder exportiert und ist bis heute im Einsatz, darunter auch als weiterentwickelte Version Alenia C-27J.

## Geschichte
Das militärische Transportflugzeug wurde auf Grund einer NATO-Ausschreibung ab 1962 von Fiat Aviazione entwickelt, daher ist die Maschine auch unter der Bezeichnung Fiat G.222 bekannt. Der Fiat-Flugzeugbau wurde 1972 Teil des Aeritalia-Konzerns. Der Erstflug wurde am 18. Juli 1970 durchgeführt.
Der mit zwei Turboproptriebwerken ausgerüstete Schulterdecker verfügt über STOL-Eigenschaften. Das Bugradfahrwerk ist besonders kurz und robust ausgelegt. Es ermöglicht Start und Landung auch von unbefestigten Plätzen aus. Zunächst war geplant, einen senkrechtstartenden Transporter zu entwickeln, der über acht Hubtriebwerke verfügte. Diese wurden jedoch vor der Flugerprobung entfernt.
Von der Maschine wurden 108 Exemplare gebaut, hauptsächlich für die italienische Luftwaffe. Die Produktion wurde dabei auf mehrere Hersteller verteilt. So baute Aeritalia den Rumpf, Piaggio das Tragflächenmittelstück inklusive der Motorgondeln, Aermacchi die restlichen Teile der Tragflächen, SIAI-Marchetti das Heck und IAM die Klappen. Die Endmontage fand bei Aeritalia in Neapel statt.

## Versionen
- G-222: Militärtransporter, 44 Stück für Italien hergestellt.
- G-222RM: Spezielle Version für die Kalibrierung von bodengestützter Funk-Navigation und Flugfunkanlagen. Die erste Maschine dieses Typs wurde 1983 an die italienische Luftwaffe geliefert. Vier Stück wurden geliefert
- G-222SAA: Ein Löschflugzeug mit modularem Feuerlöschsystem für Wasser oder andere Löschmittel. Seit etwa 1985 ist der mit einem Tankfassungsvermögen von etwa 6 × 300 l ausgestattete Wasserbomber in Italien gegen Waldbrände im Einsatz. Sechs Maschinen dieses Typs wurden gebaut.
- G-222T: Eine Version mit höherem Startgewicht, größeren Propellern und Rolls-Royce-Tyne-Turboprops. Etwa 20 Stück hergestellt, zwei davon als VIP-Flugzeug für Libyen.
- G-222VS oder G-222GE: Eine Version für die elektronische Kriegführung, deren Erstflug am 9. März 1978 erfolgte. Neben Pilot und Kopilot gehören bis zu zehn Systembediener zur Besatzung. Die Kabine des Typs wurde verändert, um die Elektronik aufnehmen zu können, die für Erkennung, Verarbeitung und Aufzeichnung von elektronischen Signaturen benötigt wird. Als äußeres Erkennungsmerkmal besitzt die Maschine ein kleines Radom unter der Bugnase und ein größeres auf dem Seitenleitwerk. Zwei Stück geliefert.
- C-27A: 1990 kaufte die US-Luftwaffe zehn Exemplare, ließ Avionik von Chrysler einbauen und stationierte sie als C-27A „Spartan“ in Panama, bis sie 1999 ausgemustert wurden.
- C-27J: Leistungsgesteigerte Version, die 1997 in einem Joint-Venture von Alenia und Lockheed Martin entwickelt wurde. Die Avionik- und Antriebssysteme sind zum großen Teil identisch mit denen der neuesten J-Version der Lockheed C-130.

## Nutzer
- Italien Die italienische Luftwaffe führte die Maschine 1978 in den Truppendienst ein.

Exporte:
- Afghanistan: 20[1] modernisierte Maschinen G.222 TCM der italienischen Luftwaffe sollen ab Mitte 2009 bis 2011 an das afghanische National Army Air Corps geliefert werden, wobei zwei Maschinen zu VIP-Transportern umgebaut werden sollen.[2] Sieben der Maschinen wurden in die USA geliefert und in C-27A umbezeichnet, davon sind sechs nach Afghanistan geliefert worden und eine weitere als Trainingsflugzeug für die Ausbilder der darauf zu schulenden Piloten am Flughafen Neapel (Produktionsort des Herstellers Alenia) stationiert.

Nach einer Entscheidung des US-Verteidigungsministeriums vom 28. Dezember 2012 soll allerdings auf den Kauf verzichtet werden.
- Argentinien: Argentinische Armee Comando Aviación Ejército Argentino
- Libanon
- Niger
- Somalia
- Thailand: Royal Thai Air Force (von 1995 bis 2010)[4]
- Tunesien
- Venezuela
- Vereinigte Arabische Emirate: Luftwaffe der Streitkräfte der Vereinigten Arabischen Emirate (United Arab Emirates Air Force)
- Vereinigte Staaten: United States Air Force (von 1990 bis 1999)[5]

## Zwischenfälle
Vom Erstflug 1970 bis November 2018 kam es mit Aeritalia G.222 zu neun Totalschäden. Bei fünf davon kamen 20 Menschen ums Leben.

## Technische Daten
| Kenngröße             | Daten                                                            |
| --------------------- | ---------------------------------------------------------------- |
| Besatzung             | 4                                                                |
| Passagiere            | max. 53                                                          |
| Länge                 | 22,70 m                                                          |
| Spannweite            | 28,70 m                                                          |
| Höhe                  | 10,50 m                                                          |
| Flügelfläche          | 82 m²                                                            |
| Flügelstreckung       | 10,0                                                             |
| Leermasse             | 15.700 kg                                                        |
| Startmasse            | nominal: 24.500, maximal: 28.000 kg                              |
| Marschgeschwindigkeit | 360 km/h                                                         |
| Höchstgeschwindigkeit | 540 km/h bei 4575 m Höhe                                         |
| Dienstgipfelhöhe      | 7620 m                                                           |
| Reichweite            | voll beladen: 1259 km, nominal 2200 km, maximal 4950 km          |
| Triebwerke            | 2 × Turboprop General Electric T64-GE-P4D je 2.534 kW (3.445 PS) |